# دارة كهربائية

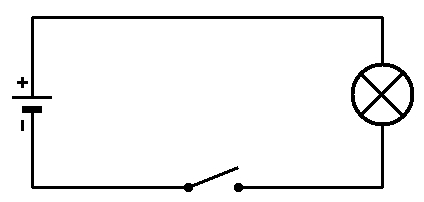
نموذج لدارة كهربائية مفتوحة

صورة لدارة كهربائية مغلقة

تنتج الدارة الكهربائية أو الدائرة الكهربائية (بالإنجليزية: Electrical circuit)‏ عن طريق توصيل عدة أجهزة ثنائية الأقطاب مع بعضها بحيث تكون شبكة مغلقة لكي تعمل.
ولتبسيط ذلك نأخذ دارة بسيطة تتكون من بطارية ومصباح ومقلاد. عند غلق الدارة تلاحظ إضاءة المصباح وذلك بسبب مرور تيار كهربائي.
إن التيار الكهربائي الذي يسري في الموصلات والمحاليل الكهرلية ينشأ نتيجة لحركة أيونات - وهي جزيآت تحمل شحنة كهربائية سالبة أو موجبة - فالالكترونات هي الشحنات المتحركة في المواد الموصلة، وا الأيونات بنوعيها السالبة أو الموجبة هي الشحنات المتحركة في المحاليل الكهرلية كما تعمل البطارية.
مقلاد التيار يتحكم في إضاءة أو إطفاء المصباح. فهو يعمل على إغلاق الدارة الكهربائية ليمر التيار (حيث تكون الدارة الكهربائية كاملة) ويضيء المصباح، نقول أن الدارة مغلقة. أو يعمل على فتح الدارة أو قطعها فلا يمر التيار الكهربائي في الدارة المقطوعة، ولا يضيء المصباح ونقول أن الدارة مفتوحة.
- ملحوظة: يسمى العمود مصدرا كهربائيا والمصباح مستقبلا. عمود البطارية والمصباح والمقلاد مكونات كهربائية، لكل منها مربطان تسمى ثنائيات القطب. قطب يدخل منه التيار والقطب الآخر يخرج منه التيار.

تتكون الدارة الكهربائية البسيطة من ثنائيات أقطاب موصولة ببعضها بواسطة أسلاك (موصّلة)، وتحتوي على مصدر للتيار ومقلاد ومستقبل (مصباح، أو راديو أو ثلاجة...إلخ).

## طرق تحليل الدوائر الكهربائية
طرق التحليل هي طرق يمكن من خلالها معرفة قيم ومتغيرات جميع عناصر الدوائر الكهربائية من خلال معرفة بعضها. مثال على ذلك : إذا أردت الحصول على تيار كهربائي يساوي 1 مل أمبير وأنا أمتلك مصباحا كهربائيا ً مقاومته 200 أوم.
فإنني أقوم بحساب فرق الجهد من خلال قانون أوم:
- ج = م * ت
- ج = 200*0.001
- ج = 0.2 فولت

إذن فإنني بحاجة إلى بطارية بفرق جهد مقداره0.2 من الفولت.
1) ومن أهم وأبسط قوانين التيار الكهربائي هو :قانون أوم الذي يتحدث عن علاقة التيار الكهربائي ويرمز له (ت) أو (i) وفرق الجهد ويرمز له (ج) أو (V) وقيمة مقاومة التيار ويرمز لها (م) أو (R).
والمعادلة التالية هي الصيغة المبسّطة لقانون أوم.
```
(ج = م * ت   أو   V = I*R)
```

2) قانونا كيرشوف وهما قانونان يستخدمان في حل الدوائر الكهربائية:
1. قانون التيار: وينص على أن مجموع التيارات الداخلة إلى نقطة تفرع يساوي مجموع التيارات الخارجة. وهو ناشئ من مبدأ حفظ الشحنة الكهربائية انظر قانون بقاء الشحنة.
2. قانون الجهد: وينص على أن مجموع فروق الجهود على حلقة مغلقة يساوي صفراً. أي أنه لا يتغير جهد كهربائي عند نقطة إذا خرجنا منها ثم عدنا إليها عبر مسار مغلق. وهو ناشئ من مبدأ حفظ الطاقة انظر بقاء الطاقة.

3) نظريتا ثيفينين ونورتون.
1. نظرية ثيفنين تنص على أن أي طرفين في الدارة (قابس كهربائي على سبل المثال) يمكن استبدالهما بـمصدر جهد واحد موصول على التوالي مع مقاومة واحدة.
2. ونظرية نورتون تنص على أن أي طرفين في الدارة يمكن استبدالهما بـمصدر تيار وحيد موصول على التوازي مع مقاومة واحدة.
  - ويمكن الإثبات رياضيا ً أن قيمة المقاومة الناتجة عن نظرية ثيفنين والناتجة عن نظرية نورتون لنفس الطرفين في نفس الدارة. تكون قيمتها متساوية. وأنه يمكن التحويل بين قيمة مصدر الجهد في دارة ثيفنين وقيمة مصدر التيار في دارة نورتون باستخدام قانون أوم وتعويض قيمة المقاومة المكافئة.

```
م
(ثيفنين) = 
م
 (نورتون)
```

4) نظرية التراكب:
(بالإنجليزية: Superposition)‏ وهذه النظرية عامة تستخدم في أي نظام خطي. وتنص على أنه لكل نظام يحتوي على أكثر من مصدر (بالإنجليزية Source) يشتركون في التأثير على الناتج أو المخرج (بالإنجليزية Output أو Sink). فإنه يمكن حساب المخرج أو الناتج الكلي من خلال حساب المجموع الجبري لكل نواتج كل مصدر على حدة عند تخميد(عدم تفعيل) بقية المصادر في كل مرة.
لنأتي إلى الدوائر الكهربائية: يتم حساب الناتج وهو التيار الكهربائي أو الجهد الكهربائي في نقطة معينة في الدارة الكهربائية كالتالي:
1. نختار مصدر تيار أو مصدر جهد ونقوم بإلغاء تفعيل بقية مصارد التيار والجهد على النحو الآتي:
  1. مصدر جهد يصبح دارة مغلقة أو ما يسمى بالدارة القصيرة.
  2. مصدر التيار يصبح دارة مفتوحة.
  3. المصادر المعتمدة على مصادر أخرى لا تتغير.
2. نقوم بحساب الناتج المعين حسب الحاجة على فرض أن المصدر الفعال الوحيد هو المصدر الذي اخترناه.
3. نعيد حساب الناتج باختيار مصدر آخر وتخميد المصادر الباقية. بمعنىإعادة الخطوة 1 و 2 .
4. الناتج النهائي يساوي المجموع الجبري للنواتج الجزئية التي حسبناها في الخطوات السابقة.

```
الناتج النهائي = ناتج1 + ناتج2 + ناتج 3+.... + ناتج ن
```

## تمثيل دارة كهربائية
لتمثيل الدارة الكهربائية نستعمل رموزا لمختلف عناصرها:
- سلك
- مقلاد (مفتاح كهربائي أو قاطعة)
- مصباح كهربائي
- مصدر : بطارية أو مولد كهربائي
- ثنائي أقطاب
- مقاومة
- مكثف
- ملف
- صمام ملف
- «الذاكرة المقاومة» ممرستور

## أنواع التوصيل
في الدارة الكهربائية وباختلاف نوع التيار الذي يسير في الدارة سواء إذا كان تيار متردد أو تيار مستمر أو باختلاف مكونات الدارة فإن أنواع التوصيل:
1. توصيل توالي.
2. توصيل توازي. الربط على التسلسل|الربط على التفرع|
  - لمزيد من المعلومات عند دوائر التوالي والتوازي اقرأ أيضاً دارة التوالي أو التوازي.
3. توصيل بأي أو توصيل النجمة.
  - لحل مثل هذه الدوائر راجع Y-Δ transform للغة الإنجليزية، أو Théorème de Kennelly للغة الفرنسية.

### التمثيل
- مخطط إلكتروني
- مخطط رسمي
- القائمة الشبكية

### منهجيات التصميم والتحليل
- تحليل شبكات
- نظرية التراكب
- تحليل شبكي

### المماثَلات
- مماثلة كهربائية ميكانيكية
- مماثلة المعاوقة (تشبيه Maxwell)
- مماثلة القبولية (تشبيه Firestone)

### طوبولوجيا محددة
- قنطرة كهربية
- رنان محث ومكثف
- دائرة مقاومة ومكثف
- دائرة مقاومة وحث
- دارة الرنين التوافقي
- مجزئ الجهد
- دارة التوالي أو التوازي